# Jacques Gantelmi
Jacques Gantelmi, mort en 1310 à Alba, est un prélat français du XIVe siècle.

## Biographie
Frère de l'évêque de Riez, Pierre Gantelmi, et de l'archiprêtre de Saint-Sauveur d'Aix, Raimond Gantelmi, Jacques Gantelmi appartient à une ancienne famille noble chevaleresque d'origine tarasconnaise.
Jacques Gantelmi fut archidiacre du Razès à la cathédrale de Narbonne, chanoine de la ville de Marseille dont il fut un temps prévôt et enfin en 1306 évêque de Sisteron.
Il succède à Pierre d'Alamanon à la tête de l’évêché de Sisteron.
Après son élection au siège épiscopal en 1304, il dut attendre jusqu’au 22 janvier 1306 pour recevoir ses bulles de confirmation de la part du pape Clément V. En effet, bien qu’il eût remporté 18 des 20 voix et obtenu ainsi une quasi-unanimité, Jacques Bueymondi, prévôt de Sisteron, contesta cette élection et en bloqua la validation jusqu’en 1306,.
En 1310, fait unique pour un prélât provençal, il organisa une expédition militaire en Piémont à la tête d'une armée de 16 cavaliers armés et d'une nombreuse infanterie. L'objectif était d'apporter ces hommes au roi Robert d'Anjou qui y était en guerre.
Cependant, Jacques Gantelmi ne parviendra pas à terminer cette expédition transalpine puisqu'il décédera dans la ville italienne d'Albe en 1310. Son corps sera rapatrié par la suite pour être placé dans le tombeau de l'évêque Alain, dans la cathédrale de Sisteron,.
Raimond d'Oppède, d'origine avignonnaise et chanoine de Sisteron lui succéda à l'évêché de Sisteron.